# سردی (مشگین‌شهر)
سردی یک منطقهٔ مسکونی در ایران است که در دهستان صلوات واقع شده‌است. براساس سرشماری مرکز آمار ایران در سال ۱۳۹۵، سردی ۵۷ نفر جمعیت داشت. که تا سال ۹۹ این تعداد به ۴۹ نفر کاهش یافته است.